# District de Kalahandi
Le district de Kalahandi est un district de l'état de l'Odisha, en Inde.

## Géographie
Au recensement de 2011, sa population compte 1 573 054 habitants.
Son chef-lieu est la ville de Bhawanipatna. 